# Parlament Zjednoczonego Królestwa Wielkiej Brytanii i Irlandii Północnej
Parlament Zjednoczonego Królestwa Wielkiej Brytanii i Irlandii Północnej – brytyjski dwuizbowy najwyższy organ prawodawczy. Jego władztwo rozciąga się na Zjednoczone Królestwo oraz brytyjskie terytoria zamorskie. Na jego czele stoi monarcha brytyjski, obecnie król Karol III.
Jego dwie izby to Izba Lordów oraz Izba Gmin. Siedzibą obu izb parlamentu jest Pałac Westminsterski w Londynie.